# Александров, Виктор Михайлович
Ви́ктор Миха́йлович Алекса́ндров (1 января 1936, Ростов-на-Дону — 6 декабря 2012, Москва) — советский и российский учёный-механик, автор работ в области контактных задач теории упругости. Доктор физико-математических наук, профессор. Заслуженный деятель науки РФ (1995).

## Биография
С 1953 по 1958 год учился на отделении механики физико-математического факультета Ростовского государственного университета (РГУ). Ученик академика И. И. Воровича.
В 1963 году защитил кандидатскую, а в 1972 году — докторскую диссертацию. Работал на кафедрах «Теория упругости» и «Теоретическая идроаэромеханика» РГУ (заведовал последней в 1973—1977 гг.), а также в НИИ механики и прикладной математики РГУ.
В 1978 году перешёл на работу в лабораторию «Механика вязкоупругих тел» Института проблем механики (ИПМ) АН СССР (ныне — РАН), а позже долгие годы руководил в этом институте лабораторией «Механика взаимодействия деформируемых тел со сплошными средами». С 1981 года по совместительству работал в должности профессора кафедры теории пластичности Московского государственного университета. Преподавал также в МГТУ им. Н. Э. Баумана.
Член Национального комитета по теоретической и прикладной механике, Национального комитета по трибологии, Научного совета РАН по механике деформируемого твёрдого тела, Бюро Межведомственного научного совета по трибологии. Член-корреспондент (1996) и действительный член (2000) Российской академии естественных наук.
В 1995 г. удостоен звания «Заслуженный деятель науки Российской Федерации», в 2002 г. в составе коллектива учёных стал лауреатом Государственной премии Российской Федерации за 2001 год за цикл работ «Динамические контактные задачи механики сплошных сред».

## Научная деятельность
В. М. Александров — один из основателей нового научного направления в механике «Неклассические задачи механики сплошных сред со смешанными граничными условиями». Наряду с задачами механики, В. М. Александров успешно решал сложные математические проблемы, связанные с интегральными уравнениями Фредгольма первого рода. В область его интересов входили контактные задачи линейно-деформируемых сред с нестандартными определяющими соотношениями, задачи износа при контакте, задачи контакта упругих тел в случае сложной геометрии, задачи прочности упругих тел с тонкостенными концентраторами напряжений, а также задачи теории оболочек и пластин, в том числе взаимодействия их с жидкостью или деформируемой средой.
В работах В. М. Александрова поставлен и решён ряд контактных задач для шероховатых тел для случая нелинейного износа и при нелинейном законе трения с учётом вызванного трением тепловыделения, а также контактных задач с износом, обусловленным оплавлением контактирующих поверхностей. Предложенный им метод решения таких задач позволил строить для основных характеристик явления явные асимптотические разложения при большом и малом времени износа.
Число публикаций В. М. Александрова превышает 350 работ, в их числе — девять монографий. В. М. Александров подготовил 30 кандидатов физико-математических наук, 7 из которых позднее защитили докторские диссертации, активно участвовал в работе редколлегий престижных научных журналов, был членом научных и специализированных советов. Он руководил одним из самых «долгоиграющих» семинаров по механике, число заседаний которого превысило 600.

## Публикации
- Александров В. М., Мхитарян С. М.  Контактные задачи для тел с тонкими покрытиями и прослойками. — М.: Наука, 1983. — 488 с.
- Александров В. М., Коваленко Е. В.  Задачи механики сплошных сред со смешанными граничными условиями. — М.: Наука, 1986. — 336 с.
- Александров В. М., Сметанин Б. И., Соболь Б. В.  Тонкие концентраторы напряжений в упругих телах. — М.: Физматлит, 1993. — 224 с. — ISBN 5-02-014867-9.
- Александров В. М., Пожарский Д. А.  Неклассические пространственные задачи механики контактных взаимодействий упругих тел. — М.: Факториал, 1998. — 288 с. — ISBN 5-88688-035-6.
- Механика контактных взаимодействий / Под ред. И. И. Воровича, В. М. Александрова. — М.: Физматлит, 2001. — 672 с. — ISBN 5-9221-0154-4.
- Александров В. М., Чебаков М. И.  Аналитические методы в контактных задачах теории упругости. — М.: Физматлит, 2004. — 304 с. — ISBN 5-9221-0519-1.
- Александров В. М., Чебаков М. И.  Введение в механику контактных взаимодействий. — 2-е изд. — Ростов-н/Д: ООО «ЦВВР», 2007. — 114 с. — ISBN 5-94153-089-7.